# Derry
Derry sau Londonderry (irlandeză: Doire sau Doire Cholm Chille) este un oraș în Irlanda de Nord. Este organizat ca un district din punct de vedere administrativ.
Populația orașului la recensământul din 2008 era de 108.652 locuitori.

## Personalități născute aici
- John Hume (1937 - 2020), laureat al Premiului Nobel pentru Pace;
- James Hewitt (n. 1958), ofițer din Armata Britanică;
- Nadine Coyle (n. 1985), muziciană;
- Darron Gibson (n. 1987), fotbalist.